# Иордания на летних Олимпийских играх 1980
Иордания принимала участие в Летних Олимпийских играх 1980 года в Москве (СССР) в первый раз за свою историю, но не завоевала ни одной медали. Сборная страны состояла из 4 спортсменов (все — мужчины), которые выступили в соревнованиях по стрельбе.